# David Steuart (homme politique)
Pour les articles homonymes, voir David Steuart.
David Gordon "Davey" Steuart, né le 26 janvier 1916 à Regina et mort le 5 novembre 2010 à Kelowna, est un homme politique provincial et sénateur fédéral canadien de la Saskatchewan.

## Biographie
Né le 26 janvier 1916 à Regina en Saskatchewan, Steuart s'établit à Prince Albert en 1936. Il sert ensuite comme navigateur dans l'Aviation royale canadienne durant la Seconde Guerre mondiale.

## Politique
Il entame sa carrière politique en entrant au conseil municipal de Prince Albert en 1951 et sert également comme maire de 1954 à 1958. Entre-temps, il sert également comme président de la Saskatchewan Urban Municipalities Association (Association des municipalités urbaines de la Saskatchewan).
En tant que membre du Parti libéral de la Saskatchewan, il aide l'ancien député CCF au niveau fédéral Ross Thatcher à remporter la course à la chefferie de 1959 (en), tout en devenant lui-même président du parti durant la même année.
Défait en 1960, il entre à l'Assemblée législative à la faveur d'une élection partielle dans Prince Albert en 1962.
Réélu en 1964 dans un gouvernement majoritaire, il entre au cabinet en tant que ministre de la Santé. Ministre des Ressources naturelles et vice-premier ministre en 1965, il est muté au ministère des Finances en 1967.
Les libéraux perdant les élections de 1971, les budgets de Steuart sont considérés responsables de la défaite. Néanmoins, il est élu chef du Parti libéral en décembre 1971 à la suite du décès de Thatcher. Chef de l'opposition officielle durant quatre ans, il démissionne en tant que chef après la cuisante défaite aux élections de 1975.
Nommé au Sénat du Canada en décembre 1976, il y siège jusqu'à sa retraite en 1991.
Il déménage ensuite à Kelowna en Colombie-Britannique où il décède en novembre 2010 à l'âge de 94 ans.